# Zlatá koruna (Hra o trůny)
Zlatá koruna (v anglickém originále A Golden Crown) je šestý díl první řady fantasy středověkého seriálu Hra o trůny, vytvořeného na motivy knih George R. R. Martina. Napsání scénáře se ujali hlavní tvůrci seriálu David Benioff a D. B. Weiss, režisérem epizody je Daniel Minahan, pro kterého šlo o první zkušenost se Hrou o trůny (ale ne o poslední).

## Děj

### Na Severu

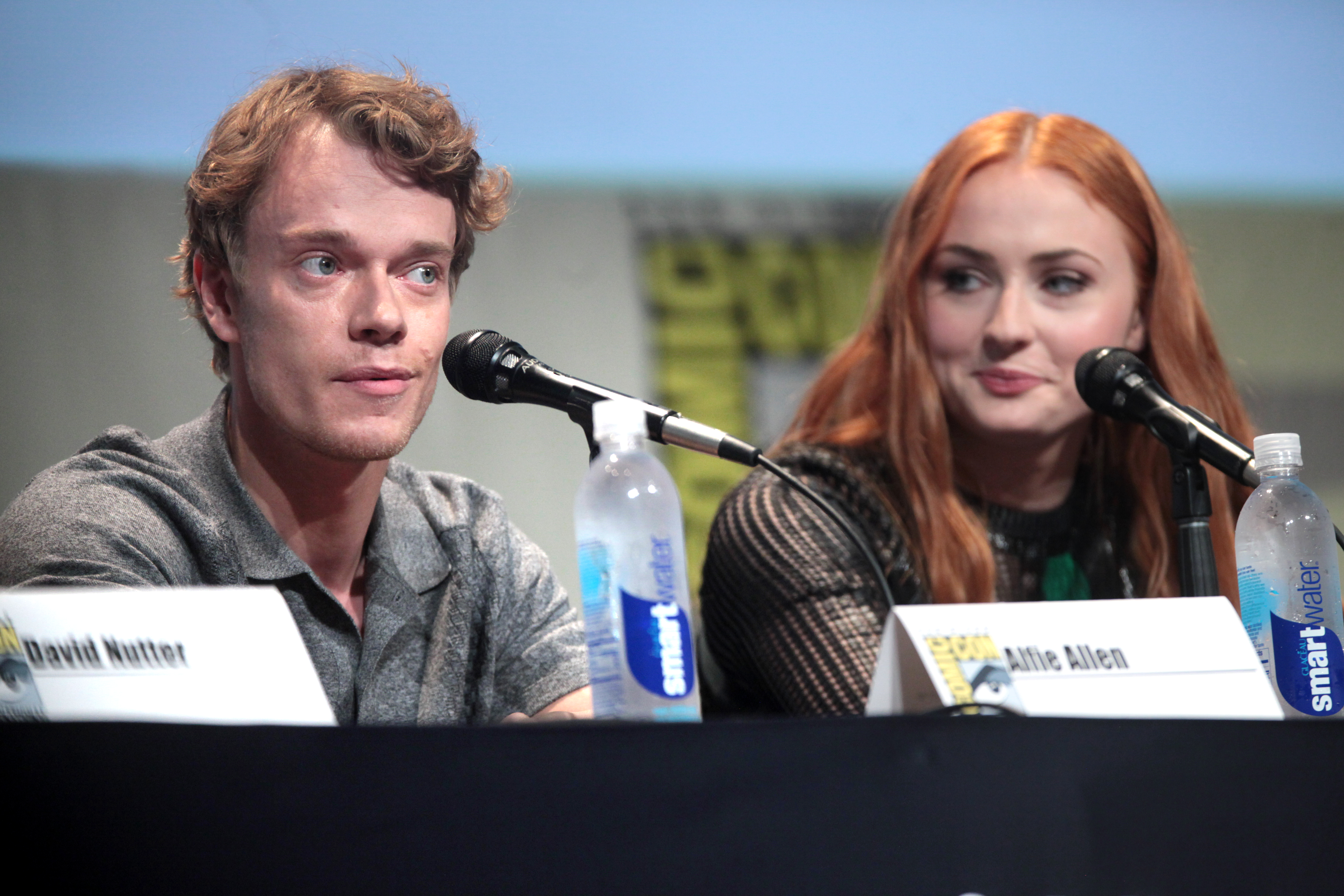
Alfie Allen, představitel Theona Greyjoye, a Sophie Turner, která v seriálu ztvární postavu Sansy Stark

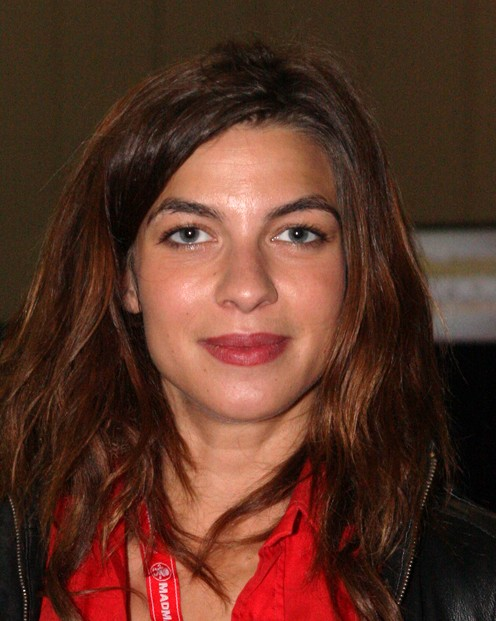
Natalia Tena, známá například díky roli Tonksové v sérii filmů Harry Potter, získala ve Hře o trůny roli Oši

Bran Stark (Isaac Hempstead Wright) znovu sní o Tříoké vráně, a když se probudí, zjistí, že jeho speciální sedlo je již připravené. Rozhodne se hned ho zkusit a vyjede si tak se starším bratrem Robbem (Richard Madden) a Theonem Greyjoyem (Alfie Allen) na projížďku.
Theon přesvědčuje Robba o tom, že by měl svého otce pomstít a započít novou rebelii. Zatímco se oba dohadují, zjišťují, že Bran zmizel. Mezitím, on uhání lesem na bílém koni a setkává se se skupinou Divokých: několika muži a jednou ženou. Ti ho přepadnou a chtějí ho oloupit o koně a cennosti. V tom jim zabrání příchod Robba a Theona, kteří celou skupinku, kromě ženy jménem Oša (Natalia Tena), zabijí.

### V Orlím hnízdě
Tyrion (Peter Dinklage) je stále vězněn Lysou Arryn (Kate Dickie), a aby se dostal z vězení, rozhodne se učinit doznání. Předstupuje tedy před soud, kde se přiznává k různým hříchům, které během života učinil, ale objednání vraždy malého Brana Starka popírá. Nakonec požaduje rozsouzení v souboji, během něhož se na smrt utkají dva šermíři, každý obhajující jednu osobu (souzeného a soudce). Nikdo se nechce zastat trpaslíka, ale kvůli peněžní odměně se nakonec přihlásí žoldák Bronn (Jerome Flynn). Lysa jako svého šampiona zvolí sera Vardise Egena (Brendan McCormack), rytíře, který ale v těžkém brnění nemůže rychlém žoldákovi konkurovat. Během chvíle ho Bronn vykopne Měsíčními dveřmi a zajistí tím Tyrionovi svobodu.

### Královo přístaviště
Po utrpěném zranění nohy se Eddard Stark (Sean Bean) probouzí ve svých komnatách, obklopen králem Robertem (Mark Addy) a Cersei (Lena Headeyová). Královna obviňuje Neda z toho, že jeho manželka Catelyn unesla Tyriona a Eddard, notně opilý, měl napadnout Jaimeho. Robert své manželce ani nevěří a po krátké hádce ji uhodí. Král později rány lituje a stěžuje si na to, že nemůže vládnout Sedmi královstvím, když nedokáže uhlídat ani vlastní manželku. Dále také trvá na tom, aby Eddard zůstal královým pobočníkem a zastupovat Roberta, zatímco bude na lovu.

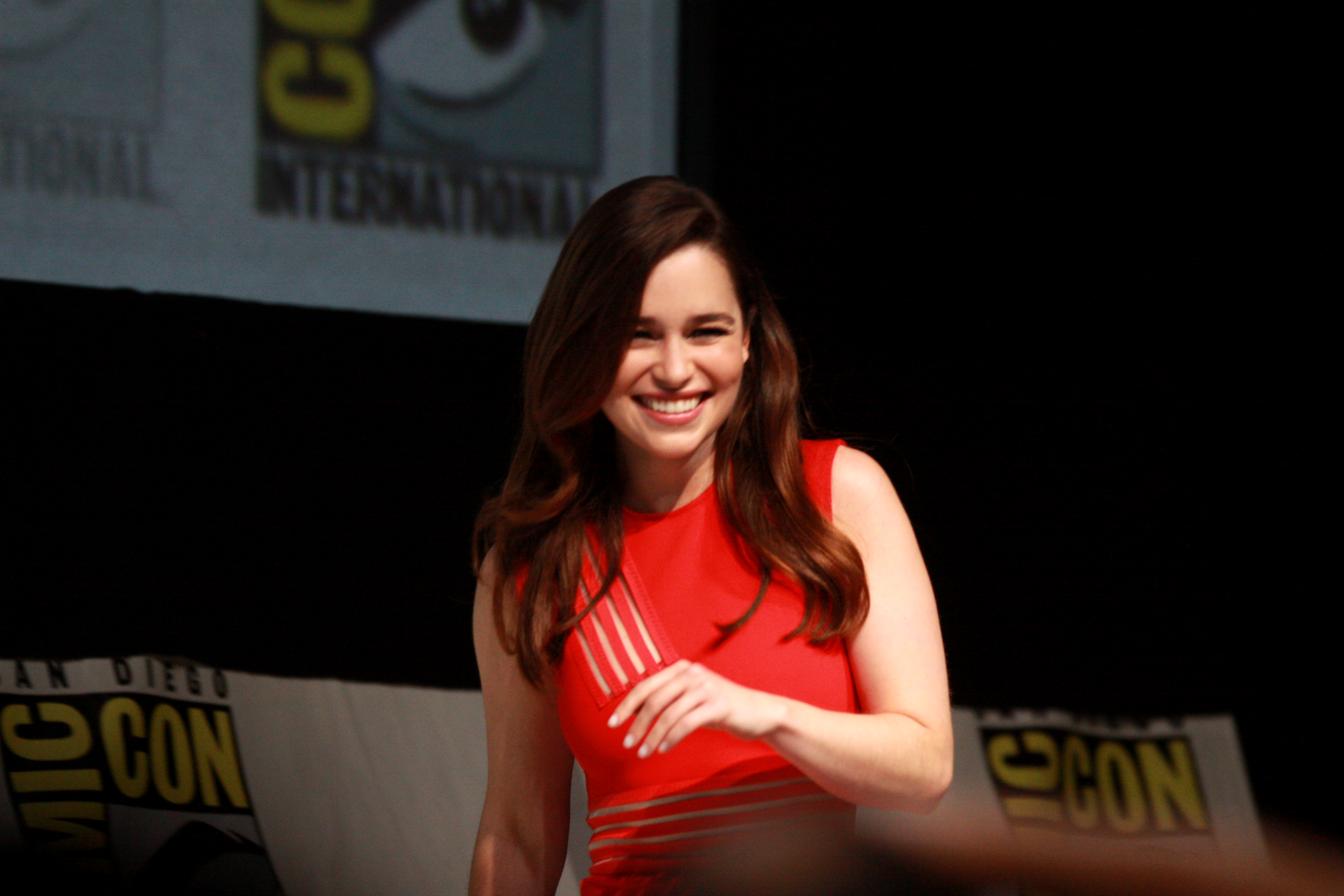
Emilia Clarkeová, ztvárnitelka Daenerys Targaryen

Arya Stark (Maisie Williamsová) cvičí šerm s Braavosanem Syriem Forelem (Miltos Yerolemou), duchem je ale nepřítomná a přemýšlí nad smrtí Joryho a otcovým zraněním. Syrio ji přesvědčí, že právě tohle je dobrá situace pro cvičení, protože si takhle nacvičí, jak se vypořádat s rozptýlením během soubojů. Mezitím, Sansa (Sophie Turner) tráví čas se septou Mordane (Susan Brown), když je vyruší princ Joffrey (Jack Gleeson). Omluví se Sanse za všechny chyby, které udělal, a daruje jí náhrdelník, což dívka nadšeně přijme.
Ned Stark znovu úřaduje jako královský pobočník a zjišťuje, že lenní pán Lannisterů, Gregor „Hora“ Clegane, drancuje vesnice v Říčních krajinách (panství Tullyů, místo, kde vyrůstala Catelyn Stark). Drancování vidí jako pomstu Lannisterů za zatčení Tyriona, a proto pověří sera Berica Dondariona (David Michael Scott), aby Horu přivedl před soud do Králova přístaviště. Taktéž předvolá Tywina Lannistera, který je za Gregora, jakožto svého vazala, zodpovědný. Následně se rozhodne poslat své dcery pryč z královského hlavního města zpět na Sever. Arya protestuje, protože chce dál cvičit se Syriem, zatímco Sansa nechce odjet kvůli plánovanému sňatku s Joffreym. Obě ale nakonec musí poslechnout. Během rozhovoru s nimi si navíc Ned uvědomí, že na Robertových dětech není vše v pořádku a otevře proto znovu knihu s členy rodu Baratheonů a jejich popisem. Zjistí, že zatímco všichni Baratheoni měli vždy černé vlasy a modré oči, Robertovy děti jsou všechny blonďaté. Dá si souvislosti dohromady a dojde k tomu, že Joffrey, Myrcella a Tommen nejsou děti krále a královny, ale královny a jejího bratra, Jaimeho.

### Ve Vaes Dothrak
Daenerys Targaryen (Emilia Clarkeová) je stále více a více uchvácena třemi dračími vejci, která dostala jako svatební dar, a položí je na rozpálené uhlíky. Když je pak chce vyndat, vůbec se nespálí, zatímco její služebná, která jí v tom chce zabránit, ano.
Dany se musí zúčastnit rituálu v Dosh Khaleen, během něhož musí sníst srdce dospělého hřebce a prokázat tak, že patří ke khalasaru a ke svému manželovi. Úkol nakonec splní a prohlásí, že její dosud nenarozené dítě bude khal všech khalů, který si osedlá svět. Rozhodne se ho pojmenovat Rhaego. Viserys (Harry Lloyd) je naštvaný, protože Drogo (Jason Momoa) mu slíbil armádu, se kterou by mohl dobýt Sedm království, ale k naplnění slibu se zatím nedostal. Stejně tak žárlí i na velkou oblíbenost své sestry. Proklouzne tedy do jejích komnat, aby zde ukradl dračí vejce, při čemž ho nachytá Jorah Mormont (Iain Glen). Jorah Viseryse donutí, aby vejce vrátil a odešel.
Ve Vaes Dothrak se oslavuje přijetí khaleesi Daenerys. Na oslavu vtrhne na mol opilý Viserys, máchajíc mečem (v posvátném městě Dothraků jsou ale zbraně zakázány a jde tak o hrubé porušení pravidel). Naléhá na Droga, aby mu dal armádu, doslova aby mu dal korunu. Khal Drogo skutečně souhlasí s tím, že mu dá „Zlatou korunu“ − nechá Viseryse zajmout. Princ tuší, že v posvátném městě se nesmí ani prolít krev a brání se tím, načež Drogo nechá roztavit v hrnci trochu zlata a pak jej všechno vylije Viserysovi na hlavu. Daenerys sleduje smrt svého bratra bez emocí a poznamená, že skutečného draka by oheň nezabil.

## Natáčení
Scénář pro díl vytvořili David Benioff a D. B. Weiss, kteří jsou hlavními tvůrci celého seriálu. Režie se ujal Daniel Minahan, který režíroval v první sérii seriálu ještě dva díly a poté i další tři díly ve třetí sezóně. Děj je založený na knize Hra o trůny, napsané americkým spisovatelem Georgem R. R. Martinem. Konkrétně popisuje kapitoly Bran V., Tyrion V., Eddard X., Catelyn VII., Eddard XI., Sansa III. a Daenerys V. Správně by se v dílu měla objevil i kapitola Jon V., kde Jon Sníh přesvědčuje mistra Aemona, aby přijal Samwella Tarlyho mezi majordomy, ale scéna byla nakonec vystřižena.
Ve Zlaté koruně se poprvé objevuje první postava Oši, která bude důležitá v některých následujících epizodách. Po castingu sám George R. R. Martin řekl, že byl překvapený, že se Natalia Tena na konkurzu objevila a že ačkoliv si původně Ošu představoval úplně jinak, Tenová ho mile překvapila a tak ji nechal v seriálu obsadit.
Scéna, během které Daenerys jedla koňské srdce se natáčela ve studiu The Paint Hall v Belfastu, přičemž při vytváření samotné budovy se tvůrci inspirovali u obyvatel Mezopotamské nížiny (Irák), kteří žijí v podobně koncipovaných dřevěných budovách. Samotné „koňské srdce“ byl vlastně více než jednokilový gumový medvídek pokrytý falešnou krví.
Díl si získal pozitivní hodnocení kritiků, vyzdvihována byla především brutální smrti Viseryse Targaryena, kde například kritici James Ponowozik nebo Maureen Ryan potvrdili, že herec Harry Lloyd podal skvělý herecký výkon. Během roku 2011 získala epizoda tři nominace na cenu Emmy.